# Ursula Riedel-Pfäfflin
Ursula Riedel-Pfäfflin (* 1943) ist eine deutsche evangelische Theologin, Pastoralpsychologin und emeritierte Hochschullehrerin.

## Leben
Nach dem Studium der Theologie in Heidelberg, Berlin, Mainz und Tübingen war Ursula Riedel-Pfäfflin als Vikarin tätig. Sie absolvierte eine Ausbildung in Ehe- und Familienberatung in Hannover und Berlin. Im Zeitraum von 1971 bis 1981 arbeitete sie als Pastorin und als Beraterin/ Supervisorin in Hamburg-Wilhelmsburg, von 1982 bis 1986 als wissenschaftliche Assistentin am Institut für Praktische Theologie an der Universität Kiel bei Joachim Scharfenberg. Es folgten Studien an der Universität Chicago in den Jahren 1986 bis 1987 mit einem Stipendium des Weltkirchenrates.
Von 1987 bis 1988 war sie Assistant Professor of Pastoral Care and Counseling am Bethany Theological Seminary, Chicago, seit 1989 Assistant Professor of Pastoral Care and Counceling am Christian Theological Seminary, Indianapolis,
Ursula Riedel-Pfäfflin ist Supervisorin der American Association of Pastoral Councelors, Ehe- und Familienberaterin sowie Lehrsupervisorin der Deutschen Gesellschaft für Pastoralpsychologie (DGfP) in der Sektion Tiefenpsychologie.
Seit 1. März 1995 war sie als Professorin an der Evangelischen Hochschule für Soziale Arbeit Dresden (ehs). An dieser Hochschule war sie Beauftragte für Fort- und Weiterbildung, ebenso Co-Leiterin der „Lehrpraxis für Beratung, Supervision und Coaching“. Als 1. Vorsitzende leitete sie die '"Arbeitsstelle für Fort- und Weiterbildung der ehs e. V. mit „Sofí“, dem „Sozialwissenschaftlichen Fortbildungsinstitut“.
Sie lebt nun in Glashütte in Sachsen.
Im internationalen Fachverband, dem „International Council on Pastoral Care and Counselling (ICPCC)“ nahm sie in den Jahren 1999–2004 die Aufgabe der Vice-Präsidentin, von 2004 bis 2007 die der Präsidentin wahr. In diesem Zeitraum führte die ICPCC 2007 ihren Kongress in Dresden durch.
Neben anderen pastoralpsychologischen Themen engagierte sie sich ihrer Arbeit besonders in der Genderforschung, der internationalen Seelsorgearbeit und der feministischen Theologie.

## Mitarbeit in Fachverbänden
- American Association of Pastoral Councelors (AAPC)
- Deutsche Gesellschaft für Pastoralpsychologie (DGfP)
- International Council on Pastoral Care and Counselling (ICPCC)

## Werke (Auswahl)

### Veröffentlichungen in Buchform
- Ursula Pasero (Hrsg.), Ursula Riedel-Pfäfflin (Hrsg.), Neue Mütterlichkeit. Ortsbestimmungen. Gütersloh 1986, (= GTB Siebenstern, GTB 577), ISBN 3-579-00577-4.
- Anne Carr, Ursula Pfäfflin, Hans Wagemans et al., Moederschap : ervaring, instituut, theologie : een feministisch-theologische bezinning op de econommische, ethische, politieke en kerkelijke implicaties van het moederschap. Hilversum 1989. (= Concilium, 1989).
- Ursula Riedel-Pfäfflin, Frau und Mann. Ein symbolkritischer Vergleich anthropologischer Kontexte in Seelsorge und Beratung. Gütersloh 1992, ISBN 3-579-00251-1. (Hochschulschrift: Zugl.: unter dem Titel Bilder von Frau und Mann, Kiel, Univ., Diss., 1991).
- Ursula Riedel-Pfäfflin, Julia Strecker, Flügel trotz allem. Feministische Seelsorge und Beratung. Konzeption – Methoden – Biographien. 2., korr. Aufl. Gütersloh 1999, ISBN 3-579-03015-9. (1. Aufl. unter dem Titel: Ursula Riedel-Pfäfflin, Flügel trotz allem, Gütersloh 1998).
- Ursula Riedel-Pfäfflin, Neuentscheidung. Ein Modell der Psychotherapie.
- Koordinierungsstelle Gender Studies (KoGenS) (Hrsg.) in Zusammenarb. mit der Evangelischen Hochschule für Soziale Arbeit Dresden (FH), Ursula Riedel-Pfäfflin (Projektleiterin), Gender in Wissenschaft und Alltag. 1. Ringvorlesung der Koordinierungsstelle Gender Studies an der Evangelischen Hochschule für Soziale Arbeit Dresden (FH), Sommersemester 2001 : Internationale Frauenwerkstatt zum Thema Frauenwirklichkeiten in veränderten politischen Situationen und Gender Studies (14./15.09.2001) (Tagungsband), ISBN 3-932858-60-3.
- Archie Smith, Ursula Riedel-Pfaefflin, Siblings by Choice. Race, Gender, and Violence, 2004, ISBN 0-8272-3456-2.
- Ursula Riedel-Pfaefflin, Julia Strecker, Flügel für alle. Feministische Seelsorge und Beratung, Konzeption – Methoden – Biographien (erweiterte Neuauflage), Münster, Daedalus, 2011, ISBN 978-3-89126-189-7.

### Beiträge in Sammelwerken (in Auswahl)
- Ursula Pfäfflin: Muttermord. In: Ursula Pasero (Hrsg.), Ursula Riedel-Pfäfflin (Hrsg.): Neue Mütterlichkeit. Ortsbestimmungen. Gütersloh 1986, (= GTB Siebenstern, GTB 577), ISBN 3-579-00577-4.
- Ursula Riedel-Pfäfflin: „Dass sie flöge an ihren Ort“. Feministische Seelsorgelehre als Kunst der Begegnung in transformativen Zeit/Räumen: interdisziplinär, intergender, interkulturell, interreligiös, in: Christoph Schneider-Harpprecht (Hrsg.), Zukunftsperspektiven für Seelsorge und Beratung, Neukirchen-Vluyn 2000, ISBN 978-3-7887-1804-6, S. 19–34.
- Ursula Riedel-Pfäfflin: Seelsorgerin / Seelsorge Evangelisch, in: Gössmann, E. u. a., Wörterbuch der Feministischen Theologie, 2., völlst. überarb. und grundlegend erw. Aufl., Gütersloh, 2002, ISBN 3-579-00285-6.
- Ursula Riedel-Pfäfflin, Ruthard Stachowske: Kollegiale Wahlgeschwisterlichkeit. Empowerment durch narrative Arbeit in Reflektierenden Teams, in: Helmut Weiß (Hrsg.), Klaus Temme (Hrsg.), „Schatz in irdenen Gefäßen. Interkulturelle Perspektiven von Seelsorge angesichts von Zerbrechlichkeit und Zerstörung“, (= Ökumenische Studien, Ecumenical Studies, Band 34), Berlin-Hamburg-London-Münster-Wien-Zürich 2008, ISBN 978-3-8258-1137-2. (Dokumentation zu Veranstaltungen des Weltkongresses des „International Council on Pastoral Care and Counselling“ (ICPCC) im August 2007 in Kreisau/Kryżowa, dem ehemaligen Gut der Familie von Moltke).
- Ursula Riedel-Pfäfflin: Gestalteter Kairos. Interreligiöse Seelsorge in Event, Kunst und Ritual. In: Christian Danz (Hrsg.), Helmut Weiß (Hrsg.), Karl H. Federschmidt (Hrsg.), Klaus Temme (Hrsg.): Handbuch Interreligiöse Seelsorge. Neukirchen-Vluyn 2010, ISBN 978-3-7887-2448-1, S. 97–114.

### Artikel (in Auswahl)
- Ursula Riedel-Pfäfflin: Mutterschaft. Erfahrung, Institution, Theologie. (= Concilium, Jahrgang 25, Heft 6) Mainz 1989.
- Ursula Pfäfflin, Ivan Arzenšek: Mati v patriarhatu : izkušnja in feministična teorija. (Slowenisch) In: Znamenje. Jahrgang 20, št.2, 1990, S. 139–143.
- Ursula Pfäfflin, Taking Place. Raum, Macht und Geschlecht, in: Widersprüche. Zeitschrift für sozialistische Politik im Bildungs-, Gesundheits- und Sozialbereich, Jahrgang 2001, Heft 80: Schwerpunktthema: Wir können auch anders – Soziale Utopie heute.
- Archie Smith Jr., Ursula Riedel-Pfaefflin, Complexity and Simplicity in Pastoral Care. The Case of Forgiveness, in: American Journal of Pastoral Counseling, ISSN 1094-6098, Volume 5, Issue 3 & 4, 2002, Pages 295–316.
- Ursula  Riedel-Pfäfflin, im Gespräch mit Arist von Schlippe, Vom Hungern nach Beziehung, in: PiD – Psychotherapie im Dialog, 2004, Heft5(2), Seite 205–207. doi:10.1055/s-2003-814946
- Ursula Riedel-Pfäfflin, Die Würde des Ortes wertschätzen. Theologie als Kunst des Raumes, in: schlangenbrut. Zeitschrift für feministisch und religiös interessierte  Frauen, Heft 66 (Thema: Mehr als ein Zimmer – Frauen-Räume), 2009.
- Ursula Riedel-Pfaefflin, Archie Smith, Notes on Diversity and Working Together Across Cultures on Traumatization and Forgiveness. Siblings by Choice, in: Pastoral Psychology, Volume 59, Number 4, August 2010, S. 457–469.

### Video-Dokument
- Angelique Walker-Smith, Karriem Abdullah, Doris Woodruff, Kay Penn: Faces of faith, Two segments from Indianapolis Saturday A.M. interview TV show. Indianapolis, (Ind.) 1993. (VHS-Band Bildmaterial, Englisch).

## Online-Dokumente
- Ursula Riedel-Pfäfflin, Grußwort als Präsidentin des „International Council on Pastoral Care and Counselling (ICPCC)“ zum Kongress „Siblings by Choice. Intercultural Empowerment, Facing Global Processes of Conflicts by Story Telling, Research and Cooperation“ (August 4-7, 2007 in Dresden), (PDF).
- Ursula Riedel-Pfäfflin, „Ich finde Euch zum Kotzen“ – 8 Botschaften aus Verstrickungen in Suchtsysteme(n), in: Landeshauptstadt Dresden, Gleichstellungsbeauftragte für Frau und Mann in Zusammenarbeit mit Frauen- und Mädchengesundheitszentrum MEDEA e. V. (Hrsg.), Professioneller Umgang mit ESSSTÖRUNGEN in Familien und Berufsfeldern. Dokumentation zur Fachtagung am 30. Oktober 2003 im Deutschen Hygiene-Museum Dresden (PDF).
- Ursula Riedel-Pfäfflin, „Sie wird ihre Lebendigkeit bewahren“ (Ez. 18). Mehrgenerationale Seelsorge. Mehrgenerationales Bewusstmachen:Veröffentlichung von subjektivem Wissen als Macht. Vortrag am 9. November 2009 (PDF).